# Gojko Balšić
Gojko Balšić (o Coico Balsa in albanese Gojko Balsha; in serbo Гојко Балшић?; ... – dopo il 1468) è stato un nobile, generale e rivoluzionario albanese.
Governò insieme a suo fratello Ivan (alb. Gjon) Strez (?-fl. 1444-1469) un'area costiera "tra regio inter promontorium Rodoni, Croya et Alessium". Essi parteciparono alla fondazione della Lega di Alessio, un'alleanza guidata dal loro zio materno Giorgio Castriota Scanderbeg e sostennero Scanderbeg fino alla sua morte nel 1468, per poi continuare a combattere contro gli ottomani all'interno delle forze veneziane.

## Origini

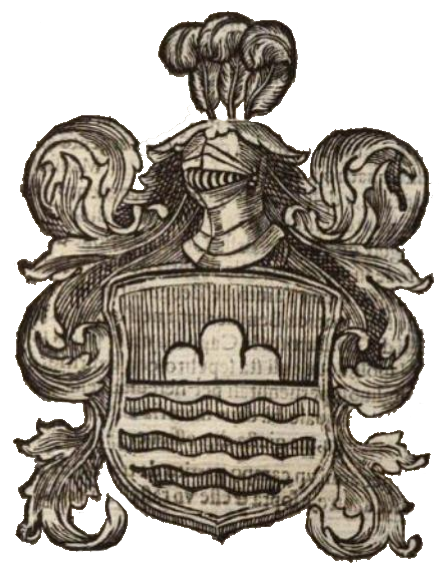
Stemma dei Maramonte

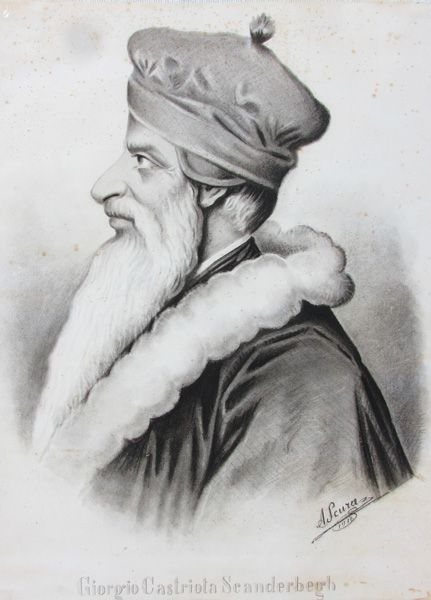
Giorgio Castriota Scanderbeg

Gojko Balšić, in realtà, avrebbe dovuto portare il cognome "Maramonte", cognome che portò suo padre Stefano Maramonte. Stefano apparteneva alla illustre famiglia dei Maramonte di Lecce che, fin dai tempi di Federico II di Svevia, ebbe numerosi feudi in Terra d'Otranto ed era cugino di primo grado di Maria Thopia, figlia di Niketa e moglie di Balša III. Secondo le fonti dell'epoca Stefano Maramonte venne citato come "Stephanus de Maramonte Zarnagorae, "Mauromonte, cugino di Balsa", "Stefano de Balsis". Come si vedrà, il cognome "Maramonte" nelle generazione successiva non comparirà più.
Il padre di Stefano Maramonte era Filippo che, intorno al 1384, era "protovestiario di Đurađ II Stracimirović Balšić", Signore di Zeta (territorio in parte sovrapponibile a quello dell'attuale Montenegro) dal 1385 al 1403, data della sua morte. 
Filippo era sposato con Maria, figlia di Carlo Thopia, dalla quale ebbe tre figli, dei quali si conoscono solo le generalità del secondo figlio Stefano. Stefano Maramonte era sposato con Vlajka Castriota (da non confondere con Gjela Castriota, sorella di Scanderbeg, che sposò Paolo Balšić), figlia di Giovanni e sorella di Giorgio Castriota Scanderbeg, con la quale ebbe due figli: Gojko Balšić e Ivan (alb. Gjon) Strez Balšić, Signori di Misia, una terra costiera "tra regio inter promontorium Rodoni, Croya et Alessium".

## Biografia
Gojko e i suoi fratelli erano signori della Misia (da non confondere con l'antica regione dell'Asia Minore, confinante con Lidia, Frigia e Bitinia), un'area costiera tra il castello di Rodoni, Kruja e Alessio in Albania.
I fratelli Balšić si unirono alla Lega di Alessio, un'alleanza formata dal loro zio materno Scanderbeg, dopo essersi incontrati nella chiesa di San Nicola il 2 marzo 1444. I membri includevano Lekë Zaharia, Peter Spani, Lekë Dushmani, Andrea Thopia, Giorgio Arianiti, Theodor Musachi, Stefan Crnojević e i loro sudditi. Scanderbeg fu eletto comandante in capo delle forze armate per un totale di 8.000 guerrieri.
Gojko e Ivan sostennero Scanderbeg fino alla sua morte nel 1468, combattendo al suo fianco contro gli ottomani. Mentre Gojko, insieme ai suoi due figli continuò a combattere contro gli ottomani nelle forze veneziane, sua moglie Comita Arianiti con la figlia Maria di sette anni preferì rifugiarsi insieme a sua sorella Andronica Arianiti, vedova di Scanderbeg, nel Regno di Napoli.

## Ascendenza
|                    |               |                      | Genitori           |  |  | Nonni |  |  | Bisnonni                |  |  | Trisnonni          |  |
|                    |               |                      |                    |  |  |       |  |  | Maramonte di Maramonte, |  |  | Giovanni Maramonte |  |
|                    |               |                      |                    |  |  |       |  |  | Maramonte di Maramonte, |  |  | Giovanni Maramonte |  |
|                    |               | Armenia di Luco      |                    |  |  |       |  |  | Maramonte di Maramonte, |  |  |                    |  |
| Filippo Maramonte  |               |                      |                    |  |  |       |  |  | Maramonte di Maramonte, |  |  |                    |  |
|                    |               | Isabella Antoglietta | Nicolò Antoglietta |  |  |       |  |  |                         |  |  |                    |  |
|                    |               | Isabella Antoglietta | Nicolò Antoglietta |  |  |       |  |  |                         |  |  |                    |  |
|                    |               | Isabella Antoglietta | Maria Montefuscoli |  |  |       |  |  |                         |  |  |                    |  |
| Stefano Maramonte  |               | Isabella Antoglietta |                    |  |  |       |  |  |                         |  |  |                    |  |
|                    |               | Carlo Thopia         | Andreas Thopia     |  |  |       |  |  |                         |  |  |                    |  |
|                    |               | Carlo Thopia         | Andreas Thopia     |  |  |       |  |  |                         |  |  |                    |  |
|                    |               | Carlo Thopia         | Fiametta           |  |  |       |  |  |                         |  |  |                    |  |
| Maria Thopia       |               | Carlo Thopia         |                    |  |  |       |  |  |                         |  |  |                    |  |
|                    |               | Voisava Balšić       | Balša I            |  |  |       |  |  |                         |  |  |                    |  |
|                    |               | Voisava Balšić       | Balša I            |  |  |       |  |  |                         |  |  |                    |  |
|                    |               | Voisava Balšić       | ?                  |  |  |       |  |  |                         |  |  |                    |  |
| Gojko Balšić       |               | Voisava Balšić       |                    |  |  |       |  |  |                         |  |  |                    |  |
|                    | Pal Castriota | ?                    |                    |  |  |       |  |  |                         |  |  |                    |  |
|                    | Pal Castriota | ?                    |                    |  |  |       |  |  |                         |  |  |                    |  |
|                    | Pal Castriota | ?                    |                    |  |  |       |  |  |                         |  |  |                    |  |
| Giovanni Castriota | Pal Castriota |                      |                    |  |  |       |  |  |                         |  |  |                    |  |
|                    |               | ?                    | ?                  |  |  |       |  |  |                         |  |  |                    |  |
|                    |               | ?                    | ?                  |  |  |       |  |  |                         |  |  |                    |  |
|                    |               | ?                    | ?                  |  |  |       |  |  |                         |  |  |                    |  |
| Vlajka Castiota    |               | ?                    |                    |  |  |       |  |  |                         |  |  |                    |  |
|                    |               | ?                    | ?                  |  |  |       |  |  |                         |  |  |                    |  |
|                    |               | ?                    | ?                  |  |  |       |  |  |                         |  |  |                    |  |
|                    |               | ?                    | ?                  |  |  |       |  |  |                         |  |  |                    |  |
| Voisava Tripalda   |               | ?                    |                    |  |  |       |  |  |                         |  |  |                    |  |
|                    |               | ?                    | ?                  |  |  |       |  |  |                         |  |  |                    |  |
|                    |               | ?                    | ?                  |  |  |       |  |  |                         |  |  |                    |  |
|                    |               | ?                    | ?                  |  |  |       |  |  |                         |  |  |                    |  |
|                    |               | ?                    |                    |  |  |       |  |  |                         |  |  |                    |  |

## Discendenza
Gojko Balšić era sposato con Comita Arianiti, figlia di Giorgio Arianiti e sorella di Andronica, moglie di Giorgio Castriota. La copia ebbe tre figli: due maschi e una femmina, chiamata Maria.
| Filippo Maramonte, gran guerriero e maresciallo del regno - sp. Maria Thopia, figlia di Carlo Thopia, principe feudale albanese |  | |  | |
| |  | ? |  | |
| |  | |  | |
| |  | Stefano Maramonte (conosciuto anche come Balšić), cavaliere-capitano, fedele di Alfonso I di Napoli (1438) - sp. Vlajka Castiota |  | |
| |  | |  | |
| |  | |  | Gojko Balšić (conosciuta come Balšić), Signore di Misia, una terra costiera "tra regio inter promontorium Rodoni, Croya et Alessium". - sp. Comita Arianiti.                                |
| |  | |  | |
| |  | |  | maschio, † Ungheria |
| |  | |  | |
| |  | maschio, † Ungheria |  | |
| |  | |  | |
| |  | Maria (conosciuta come Maria Balšić; * 1461; dopo il dopo 1514) - sp. 1483 Giacomo Alfonso Ferrillo († 1530 ca.), Conte di Muro Lucano. |  | |
| |  | |  | |
| |  | |  | Beatrice - sp. Ferrante Orsini († 6 dicembre 1549, Napoli), 5º Conte di Gravina in Puglia; alla morte del padre ereditò il contado di Muro con Acerenza ecc.                                |
| |  | |  | |
| |  | |  | Giannicola, detto Conte di Matera, Nobile Romano e Patrizio Napoletano - sp. Isabella Ferrillo, figlia ed erede di Giovanni Alfonso Conte di Muro Lucano ecc. e di Maria Balšić.            |
| |  | |  | |
| |  | Livia - sp. Jacopo Vitelli, Signore di Amatrice. |  | |
| |  | |  | |
| |  | Giovanna - sp. Ludovico IV Martino di Capua, 10º Conte d’Altavilla. |  | |
| |  | |  | |
| |  | Antonio (+ 1553), 6º Duca di Gravina, 2º Conte di Matera, Signore di Sant’Agata, Vaglio, Ruoti, Spinazzola e Acerenza - sp. Felicia Sanseverino d’Aragona, figlia di Pietro Antonio, 4º Principe di Bisignano e di Giulia Orsini dei Signori di Bracciano. |  | |
| |  | |  | |
| |  | |  | ... |
| |  | |  | |
| |  | Flavio († Napoli 17 luglio 1581), Vescovo di Muro Lucano dal 1560. |  | |
| |  | |  | |
| |  | Ostilio (* 1543; † 1579), Signore di Solofra dal 1558 - sp. 1° Eleonora (o Dianora) Caracciolo, figlia di Ferdinando, 1º Duca di Feroleto; 2° Diana del Tufo, figlia di Paolo, Barone di Vallata e Vietri.                                                 |  | |
| |  | |  | |
| |  | |  | ... |
| |  | |  | |
| |  | Virginio († testamento: 1º marzo 1573), Signore di Montelibretti - sp. 1° Ersilia Orsini, figlia di Ludovico, 7º Conte di Pitigliano; 2° Giovanna Caetani, figlia di Bonifazio I, 4º Duca di Sermoneta                                                     |  | |
| |  | |  | |
| |  | |  | ... |
| |  | |  | |
| |  | Flaminio († 29 gennaio 1582), autorizzato a comprare Muro Lucano e Solofro dalla madre con Regio Assenso dato a Madrid il 4 marzo 1580 - sp. Lucrezia del Tufo, figlia di Paolo, 1º Barone di Vallata.                                                     |  | |
| |  | |  | |
| |  | |  | ... |
| |  | |  | |
| |  | Caterina - sp. Alfonso II de Cardenas, 4º Marchese di Laino. |  | |
| |  | |  | |
| |  | Francesco († post 1571), capitano nelle truppe pontificie alla battaglia di Lepanto (1571). |  | |
| |  | |  | |
| |  | Emilia. |  | |
| |  | |  | |
| |  | Maria. |  | |
| |  | |  | |
| |  | Giustiniana. |  | |
| |  | |  | |
| |  | Giacoma (naturale) - Giacomo Caldora. |  | |
| |  | |  | |
| |  | Isabella († Conza, 1571) - sp. 1° Giannicola Orsini (suo nipote; † prima del 1532)); 2° 4532 Luigi IV Gesualdo, Conte di Conza, Principe di Venosa. |  | |
| |  | |  | |
| |  | |  | Sveva o Severa (* Napoli 1535; † Napoli 22 febbraio 1603) - sp. 1° 1554 Pietro Antonio Carafa dei Conti di Policastro; 2° 1559 Carlo d’Avalos d’Aquino d’Aragona, Principe di Montesarchio. |
| |  | |  | |
| |  | Fabrizio II, 2º Principe di Venosa - sp. 1562 Geronima Borromeo, figlia di Giberto. |  | |
| |  | |  | |
| |  | |  | ... |
| |  | |  | |
| |  | Alfonso, Cardinale di Santa Romana Chiesa dell’Ordine dei Diaconi nel Concistoro dal 26 febbraio 1561. |  | |
| |  | |  | |
| |  | Maria (* Napoli 1541, † Vico del Gargano 1593) |  | |
| |  | |  | |
| |  | Carlo, cavaliere dell’Ordine di Malta (* Napoli 1543, † Napoli ? aprile 1566). |  | |
| |  | |  | |
| |  | Giulio, 1º Barone di Palomonte dal 1575. |  | |
| |  | |  | |
| |  | Costanza (* Napoli 1547, † Gravina 1605) - sp. 1572 Ferdinando II Orsini, 7º Duca di Gravina. |  | |
| |  | |  | |
| |  | |  | ... |
| |  | |  | |
| |  | Ivan (alb. Gjon) Strez (conosciuta come Balšić; † prima del 1468), Signore di Misia, una terra costiera "tra regio inter promontorium Rodoni, Croya et Alessium".                                                                                          |  | |
| |  | |  | |
| |  | ? |  | |
| |  | |  | |